# Persicula obesa
Persicula obesa is een slakkensoort uit de familie van de Cystiscidae. De wetenschappelijke naam van de soort is voor het eerst geldig gepubliceerd in 1846 door Redfield.